# Edgar-Aimé Seillière
Pour les autres membres de la famille, voir Famille Seillière.
Edgar-Aimé Seillière (1835-1870) est un industriel et homme politique français.

## Biographie
Edgar-Aimé Seillière, né à Reims, le 21 juin 1835, est le petit-fils d'Aimé-Benoît Seillière et le fils de Nicolas-Ernest Seillière, qui était conseiller général du canton de Senones entre 1848 et 1852, et propriétaire et gérant de la Manufacture Saint-Maurice de Senones. 
Diplômé ingénieur de l'École centrale Paris (Promotion 1857), Edgar-Aimé Seillière a succédé à son père à la tête de l'entreprise. Il a été à son tour conseiller général du canton de Senones 1864-1870, succédant à son père à ce mandat après l'intermède de Eugène Charlot (manufacturier). Son frère Frédéric Seillière, dirigeait l'usine de Senones au moment de la guerre de 1870 et faillit être fusillé comme chef de francs-tireurs, le 4 octobre 1870, lors de l'occupation de la ville par les Prussiens.
Edgar-Aimé Seillière a épousé Marie Marguerite Thérèse Natalie de Laborde, née en 1844, décédée en 1867 à l’âge de 23 ans et a conservé son nom, qui est devenu "Seillière de Laborde". Lui-même est mort subitement à Paris, le 10 octobre 1870. Ils auront deux enfants, un fils, Ernest Antoine Aimé Léon, dont descend Ernest-Antoine Seillière, et une fille, Thérèse (1867-1937), mariée à Artus de Cossé-Brissac. Resté veuf, Edgar-Aimé épousera la sœur cadette de sa femme, Marguerite Aline Rosalie de Laborde (sans postérité).

## Publications
- L'admission temporaire des tissus (1869)
- Les interpellations économiques (1869)
- Au pied du Donon, scène de mœurs vosgiennes (1860)